# Daniel Newnan
Daniel Newnan (* um 1780 in Salisbury, North Carolina; † 16. Januar 1851 bei Rossville, Georgia) war ein US-amerikanischer Politiker. Zwischen 1831 und 1833 vertrat er den Bundesstaat Georgia im US-Repräsentantenhaus.

## Werdegang
Das genaue Geburtsdatum von Daniel Newnan ist unbekannt. Er wurde um das Jahr 1780 in North Carolina geboren und besuchte die Schulen seiner Heimat. In den Jahren 1796 und 1797 studierte er an der University of North Carolina in Chapel Hill. Von 1799 bis 1801 war Newnan Leutnant in einer Infanterieeinheit der US Army. Später ließ er sich in Georgia nieder, wo er unter anderem als Pflanzer arbeitete. In den Jahren 1812 bis 1814 befehligte er eine aus Freiwilligen zusammengestellte Truppe im Krieg gegen die Creek. Im Jahr 1817 wurde er Generalmajor der Staatsmiliz. Zwischen 1823 und 1825 leitete Newnan die Strafanstalt des Staates Georgia.
Politisch schloss sich Newnan in den 1820er Jahren der Bewegung um den späteren Präsidenten Andrew Jackson an. Später wurde er Mitglied der von diesem 1828 gegründeten Demokratischen Partei. Zwischen 1825 und 1827 war er als Secretary of State der geschäftsführende Beamte der Staatsregierung von Georgia. Bei den staatsweit ausgetragenen Kongresswahlen des Jahres 1830 wurde Newnan für das erste Abgeordnetenmandat von Georgia in das US-Repräsentantenhaus in Washington, D.C. gewählt, wo er am 4. März 1831 die Nachfolge von Charles Eaton Haynes antrat. Da er im Jahr 1832 nicht bestätigt wurde, konnte er bis zum 3. März 1833 nur eine Legislaturperiode im Kongress absolvieren. Diese war von den Diskussionen um die Politik von Präsident Jackson überschattet.
Nach seinem Ausscheiden aus dem US-Repräsentantenhaus hat Daniel Newnan kein weiteres höheres politisches Amt mehr bekleidet. Er starb am 16. Januar 1851 in Rossville.